# Lloyd Cushenberry
(en) Statistiques sur pro-football-reference
Lloyd Cushenberry, né le 22 novembre 1997 à Carville (en) en Louisiane, est un joueur professionnel américain de football américain jouant au poste de centre dans la National Football League (NFL) depuis la saison 2020.
Sélectionné en 83e choix global lors du troisième tour de la draft 2020 de la NFL par la franchise des Broncos de Denver où il joue quatre saisons avant de rejoindre en 2024 les Titans du Tennessee.
Au niveau universitaire, il a joué pendant quatre saisons (2016-2019) pour les Tigers de l'université d'État de Louisiane dans la NCAA Division I FBS et sa Southeastern Conference (SEC).

## Biographie

### Jeunesse
Cushenberry grandit à Carville (en) en Louisiane et y étudie au lycée Dutchtown (en),.

### Carrière universitaire

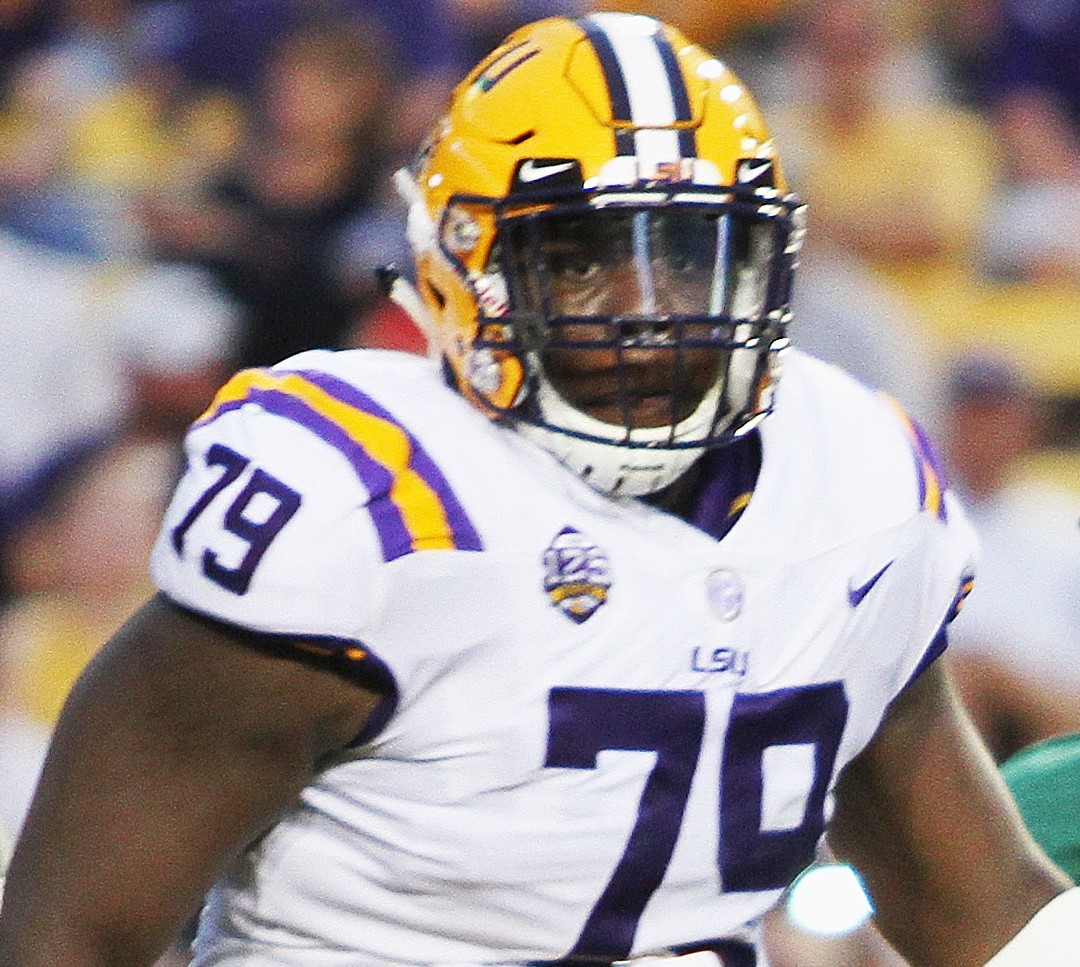
Cushenberry avec les Tigers de LSU en 2018.

Cushenberry intègre en 2017 l'université d'État de Louisiane et son équipe des Tigers pour jouer au football américain dans la NCAA Division I FBS bien qu'il se soit initialement lié avec les Gamecocks de l'université de Caroline du Sud.
Au cours de sa première saison il participe à 11 matchs dont six joués en attaque,. L'année suivante, il est désigné titulaire au poste de centre. En fin de saison 2019, il obtient une sélection dans la première équipe de la Southeastern Conference (SEC) et remporte le titre universitaire en 2019.
Il annonce ensuite qu'il a décidé de faire l'impasse sur sa dernière année d'éligibilité pour se présenter à la draft 2020 de la NFL.

### Carrière professionnelle

#### Draft
Cushenberry est sélectionné en 83e choix global lors du troisième tour de la draft 2020 de la NFL par la franchise des Broncos de Denver.

#### Broncos de Denver
Cushenberry est désigné titulaire pour le poste de centre dès le début de son année rookie avec les Broncos. Il fait ses débuts professionnels le 14 septembre 2020 lors du premier match de la saison des Broncos contre les Titans. Il participe à la totalité des snaps offensifs de son équipe lors des 16 matchs qu'il a disputé en 2020 et est sélectionné dans l'équipe des meilleur joueurs rookies 2020 par la Pro Football Writers of America (en) (PFWA).
Le 8 novembre 2022, Cushenberry est placé sur la liste des réservistes après avoir subi une blessure à l'aine. Il ne joue plus le reste de la saison. Selon Cushenberry, Denver « l'a gardé sur cette liste après qu'il s'est remis de sa blessure à l'aine », et les Broncos ne l'ont pas réactivé parce qu'il était considéré alors troisième à son poste.
Il retrouve sa place de titulaire en 2023.

#### Titans du Tennessee
Devenu agent libre au terme de son contrat rookie avec les Broncos, il signe un contrat de quatre ans avec les Titans du Tennessee en 2024.